# Сакральний ландшафт
Сакральний ландшафт — природна або природно-антропогенна геосистема, що виконує духовну функцію, пов'язану з релігійними запитами людей, наприклад, долина річки Ганг в Індії.
Як вважає С. П. Романчук: "При первинних релігійних уявленнях, пов'язаних з культом природи, причиною сакралізації ландшафту є його унікальність у регіоні в частині пейзажних, ресурсних, лікувальних особливостей, комфортних або дискомфортних властивостей (одинокі скелі химерних обрисів і кольору, джерело з лікувальними властивостями або у безводному районі, печери, карстові провалля; дерева унікальних розмірів, віку тощо). Тобто сакралізація мала місце залежно від враження від об'єкта або його властивостей, цінних для даного суспільства.
З розвитком цивілізації, релігійних систем і інформаційних зв'язків, об'єктами сакралізації виступають ландшафтні комплекси вищого рангу: гори та гірські системи (Олімп, Фудзіяма, Гімалаї), річки з прилеглими ландшафтами (Ніл, Ганг). Однак на цьому етапі сакралізація ландшафтів починає ув'язуватися з культом обожнювання предків, героїв, засновників релігій, пророків, святих.
Етногенез являє собою процес адаптації етносу до етнічної території. Зрештою територія стає рідною для даного етносу, а в поєднанні з культом предків, природи та сакралізацією історії, може перейти в деяких випадках в категорію Святої Землі (для древніх єгиптян, євреїв, японців та ін.). Йдеться не про офіційні установки, а етнічний архетип.
Значна частина Святих Місць сучасних світових релігій сакралізувалася завдяки діяльності святих, храмам зі священними реліквіями, чудотворцям і чудотворним іконам. У цьому випадку зв'язки сакральних функцій ландшафту з його природними властивостями, на перший погляд, не простежуються. Однак, пошук необхідний. Більшість Святих Місць відрізняється барвистістю і неординарністю природного фону; розміщені вони на місцях святинь попередніх релігій.
Не виключена можливість унікальності сакральних ландшафтів на підставі властивостей, які зараз є дискусійними. Йдеться про теорії енергетичного каркаса Землі, аномальних зон з позитивними або негативними властивостями, теорію ПСІ — інформаційного поля та інші.
Часто сакральні ландшафти беруться під охорону держави як об'єкти природно-заповідного фонду, наприклад, Карадазький заповідник чи національний парк «Святі гори».

## Сакральні ландшафти в Україні
До одного з відомих сакральних ландшафтів відноситься острів Хортиця, який має не лише історичні, екологічні, естетичні, а й релігійні цінності. До інших сакральних ландшафтів належать: Чернеча (Тарасова) гора в Каневі (Шевченківський національний заповідник), Святі гори на річці Сіверський Донець на Донеччині (де знаходиться Святогорський монастир), Лиса гора в Києві, Страдчанська (Страдецька) гора під Львовом, масив Карадаг з горою Свята в Криму, масив Чатирдаг в Криму, а також «Змієві вали» на Київщині.